# Khatung Kang
Der Khatung Kang ist ein Berg im Himalaya in Nepal.
Der Khatung Kang besitzt eine Höhe von 6484 m und befindet sich im Gebirgsmassiv Damodar Himal. Der 5416 m hohe Gebirgspass Thorong La befindet sich 2,7 km nordöstlich.
Die Erstbesteigung des Khatung Kang gelang einer Schweizer Bergsteigergruppe im Jahr 1956.